# Randegg (Gottmadingen)
Randegg ist ein Unechter Teilort der Gemeinde Gottmadingen im Landkreis Konstanz in Baden-Württemberg.

## Geographie
Randegg grenzt westlich an die Gemeinde Dörflingen und östlich an die Gemeinde Buch, beide im Kanton Schaffhausen in der Schweiz, sowie südlich an die Gemeinde Gailingen am Hochrhein in Deutschland. Durch Randegg fließt das Flüsschen Biber, das unterhalb von Stein am Rhein in den Hochrhein mündet.

## Geschichte
Randegg wurde am 1. Juli 1974 nach Gottmadingen eingemeindet.
Zur ehemaligen Gemeinde Randegg gehören das Dorf Randegg, der Weiler Murbach, das Gehöft Kaltenbach und die Häuser Im krummen Risi (Petersburg) und Untere Buchwies. Im Gebiet der ehemaligen Gemeinde liegen außerdem die abgegangenen Ortschaften Hof in dem Hard und Karpen.

## Schloss Randegg
Schloss Randegg steht am Westrand des Dorfes auf einer Kuppe und wird von einer Ringmauer umgeben.

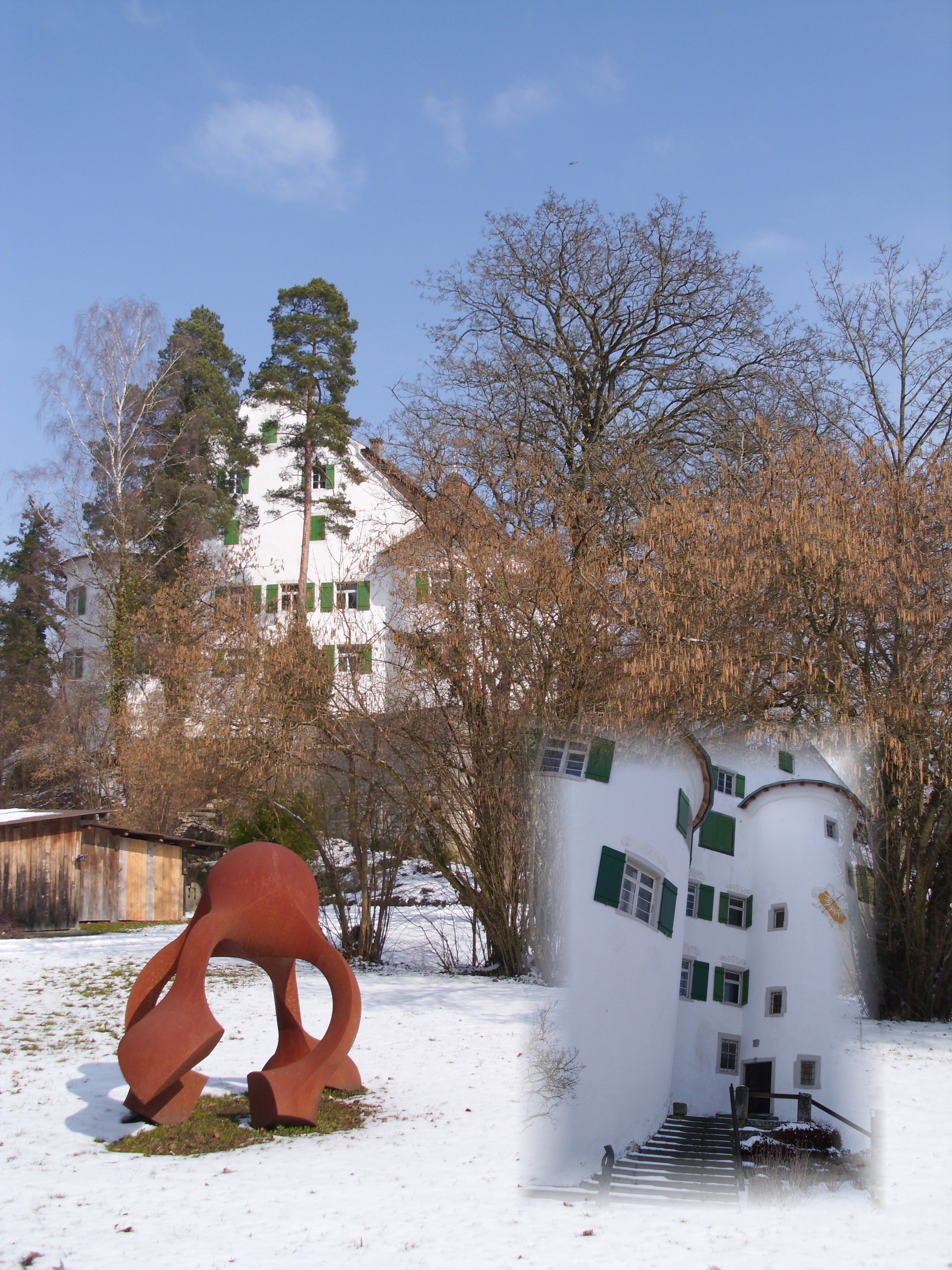
Schloss Randegg

## Verkehr
Randegg wird mit einem Bus von der Schweiz bedient, der den Ortsteil mit Stemmer, Büsingen am Hochrhein, den schweizerischen Dörfern Ramsen, Buch und Dörflingen und der Stadt Schaffhausen verbindet.
Des Weiteren liegt Randegg auf der Buslinie Gottmadingen – Gailingen.

## Persönlichkeiten
- Eugen Beck (1866–1934), Architekt, geboren in Randegg